# Madżra Tahtani
Madżra Tahtani – wieś w Syrii, w muhafazie Aleppo, w dystrykcie Manbidż. W 2004 roku liczyła 282 mieszkańców.